# Mihimalight
『mihimalight』（ミヒマライト）は、mihimaru GTの6枚目のオリジナルアルバム。2011年9月7日にユニバーサルJから発売された。

## 概要
- 『mihimalogy』以来1年7か月ぶりのオリジナルアルバム。
- 今回のアルバムにはカップリング曲が収録されていない。これはオリジナルアルバム通して初めてのこと。
- 前回の『mihimalogy』では裏面のジャケット写真だけが絵ではない、という形だったが、今回はジャケット写真そのものが絵ではなく、普通の本人たちの写真になっている。その代わり裏面は人形の写真になっている。
- ファンクラブ限定で、ピーナッツで人気のキャラクター、スヌーピーやウッドストックとコラボレーションしたTシャツとのセット商品を数量限定で販売していた。
- 先行シングルであった「エボ★レボリューション」との連動応募企画もあった。

## 収録曲
1. Theme of mihimaLIVE4 [3:15]
  - 作詞：hiroko、mitsuyuki miyake / 作曲：hiroko、mitsuyuki miyake、Monkey-J
2. エボ★レボリューション [3:15]
  - 作詞：hiroko、mitsuyuki miyake / 作曲：mitsuyuki miyake、HIKARI

26thシングル。テレビ東京系列ドラマ24『勇者ヨシヒコと魔王の城』主題歌
3. Thank U 4 Today [4:14]
  - 作詞：hiroko、mitsuyuki miyake、HIKARI、BEN FINDON、MIKE MYERS、BOB PUZEY / 編曲：HIKARI
4. Neo Generator feat. KEN THE 390 [3:49]
  - 作詞：hiroko、mitsuyuki miyake、KEN THE 390 / 作曲：SASA、mitsuyuki miyake、KEN THE 390
5. 今夜もCinderella [3:52]
  - 作詞：hiroko、mitsuyuki miyake / 作曲：mitsuyuki miyake、SOUND PRO PORTERS（DJ MINORU & YUUKI TAKAHASHI)
6. Di-lemma [4:00]
  - 作詞：hiroko、mitsuyuki miyake / 作曲：mitsuyuki miyake、TAKAROT
7. 1/2のしあわせ [4:08]
  - 作詞：Kenn Kato / 作曲：mitsuyuki miyake、TAKAROT

作詞にmihimaru GTが関わっていないのは「恋する気持ち」「手をのばせば」以来3曲目。
hirokoのソロ曲となっている。
8. マスターピース [3:58]
  - 作詞：hiroko、mitsuyuki miyake、Maki Nagayama / 作曲：mitsuyuki miyake、HIKARI、hiroto suzuki

25thシングル。テレビ東京系アニメ「遊☆戯☆王ZEXAL」オープニングテーマ
9. 880〜EiEiO!!!!!!!!〜 feat. 古坂大魔王 [4:26]
  - 作詞：hiroko、mitsuyuki miyake、古坂大魔王 / 作曲：古坂大魔王、hiroko、mitsuyuki miyake

「Wassyoi!!」、「ドス恋」に続く3作目の古坂大魔王とのフィーチャリング作品。
10. カッ・チャ・イナ [4:08]
  - 作詞：mitsuyuki miyake / 作曲：mitsuyuki miyake、SOUND PRO PORTERS（DJ MINORU & YUUKI TAKAHASHI）

ほぼmiyakeのソロ曲となっている。
11. オメデトウ [5:31]
  - 作詞：hiroko、mitsuyuki miyake、Hidemi Ino / 作曲：mitsuyuki miyake

24thシングル。東宝配給アニメ映画『クレヨンしんちゃん 超時空!嵐を呼ぶオラの花嫁』主題歌
12. ラジマルGT 傑作トーク集 part.3 with 古坂大魔王 [10:02]
前作のオリジナルアルバムに続き、「mihimaru GTのラジマルGT」より編集したトーク集

### DVD（初回限定盤のみ）
- オメデトウ -Music Clip-
- マスターピース -Music Clip-
- エボ★レボリューション -Music Clip-